# Trogbrücke

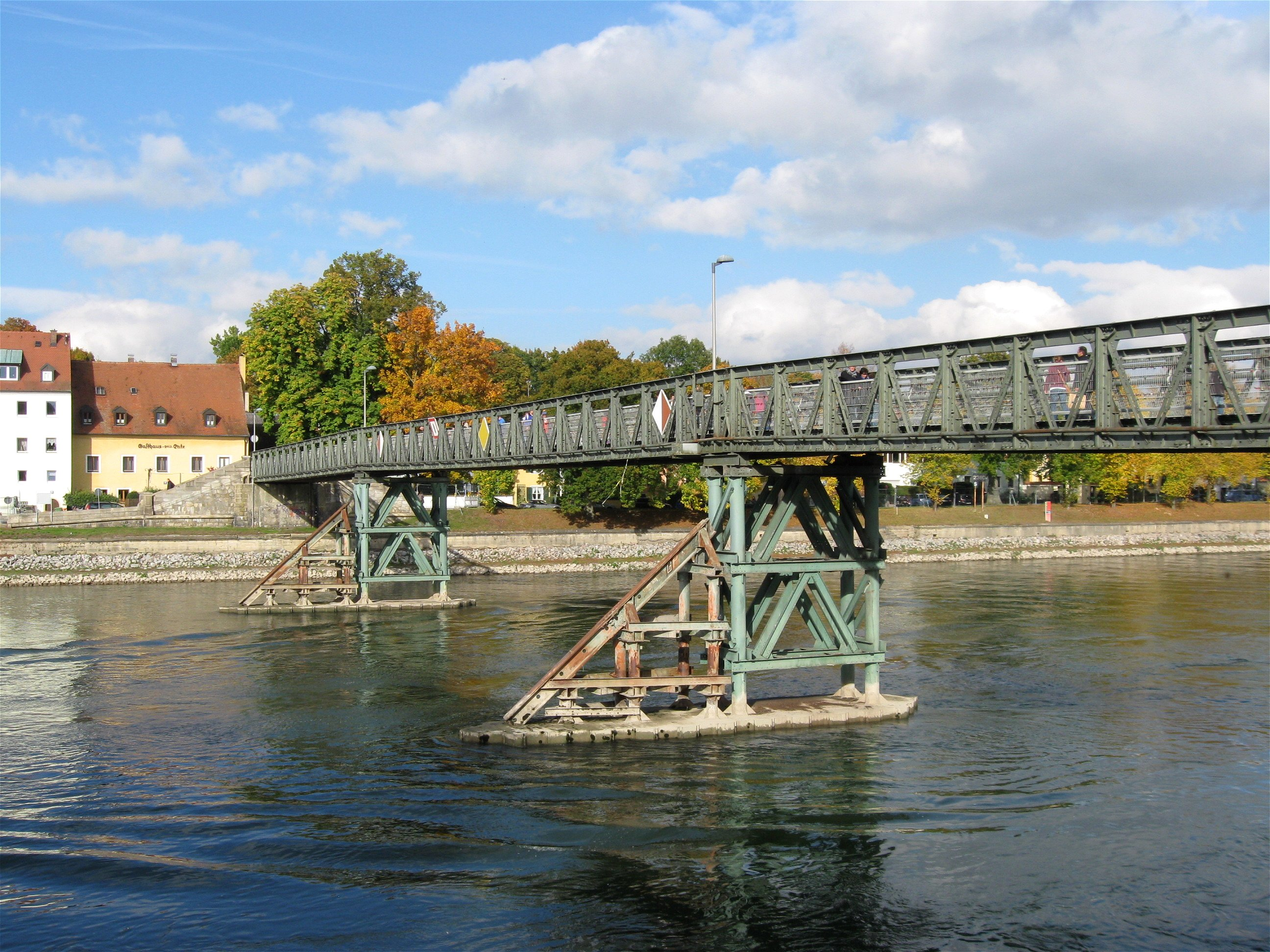
Eiserner Steg in Regensburg

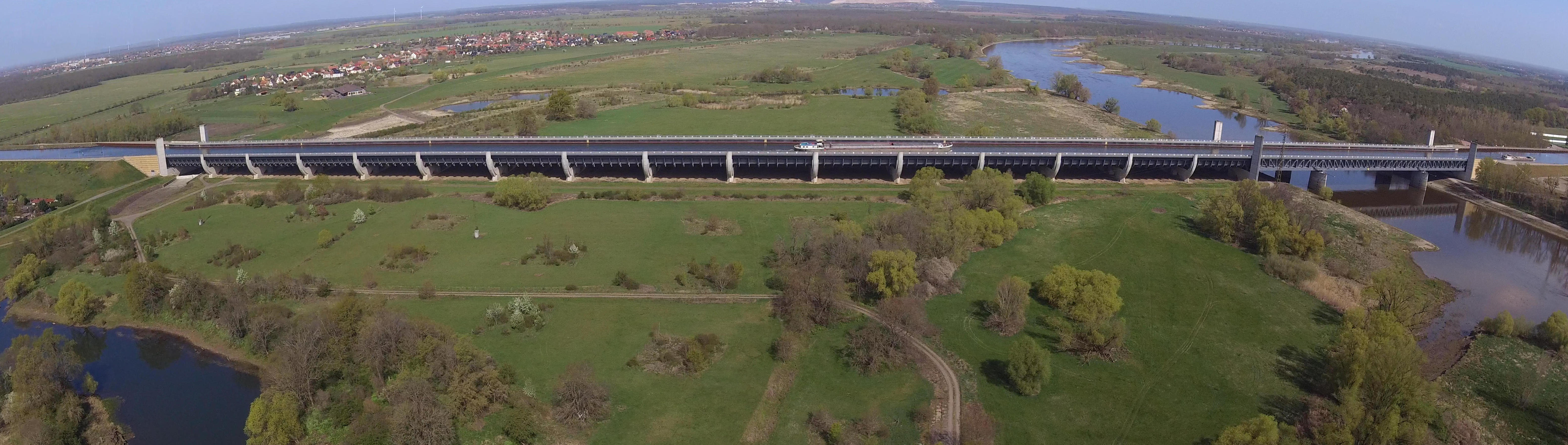
Kanalbrücke Magdeburg

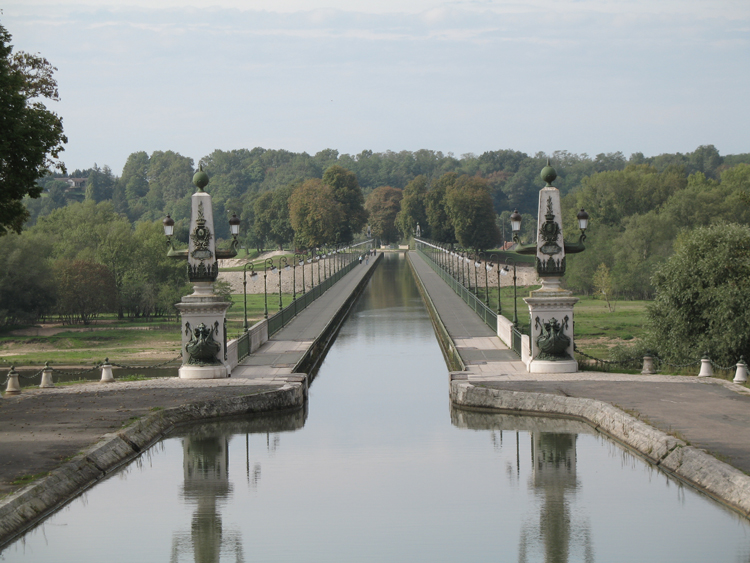
Kanalbrücke Briare über die Loire

Eine Trogbrücke ist ein Brückentyp, bei dem die Fahrbahnplatte nicht wie bei einer Deckbrücke über den Längsträgern, sondern zwischen den Hauptträgern angeordnet ist, und tiefer liegt als deren Oberkante. Trogbrücken zeichnen sich durch eine geringe Bauhöhe aus und werden unter anderem bei Eisenbahnüberführungen oder bei Überführungen von Fuß- und Radwegen über Bäche oder kleine Flüsse verwendet. So handelt es sich etwa beim heutigen Eisernen Steg über die Donau in Regensburg bezogen auf seinen Querschnitt auch um eine Trogbrücke.

## Aquädukte
Wird ein Wasserlauf über eine Brücke geführt, wird dies meist als Aquädukt bezeichnet; in Süddeutschland war früher die Bezeichnung Brückkanal oder Bruckkanal nicht unüblich. Schiffbare Werkskanäle, die von einem mäandrierenden Fluss abzweigen, werden zum Erhalten des geringen Gefälles oft über Trogbrücken geführt.
In Österreich, wo Trogbrücken generell als Aquädukte bezeichnet werden, wurden im 19. Jahrhundert über den Wiener Neustädter Kanal insgesamt sechzehn Trogbrücken errichtet, von denen heute noch sieben in Betrieb sind. Dieser Kanal lief in einem (nicht mehr existenten) hölzernen Trog über die Leitha.

## Binnenschifffahrt
Des Weiteren gibt es Brücken für die Binnenschifffahrt, die, unabhängig von ihrer Bauweise, ebenfalls als Trogbrücken bezeichnet werden. Diese führen Kanäle über Flüsse, Straßen oder andere Hindernisse und bestehen aus einem mit Wasser gefüllten Trog. Sie werden auch als Kanalbrücken bezeichnet. Die größte Brücke dieser Art ist die 918 Meter lange Kanalbrücke Magdeburg, ein Teil des Wasserstraßenkreuzes bei Magdeburg. Dort führt der Mittellandkanal über die Elbe. Deutlich älter, und mit einer Länge von knapp 663 Meter bis zur Eröffnung des Magdeburger Wasserstraßenkreuzes die größte Trogbrücke Europas, sind die 1896 freigegebene Kanalbrücke Briare (Region Centre-Val de Loire in Frankreich; Führung des Canal latéral à la Loire über die Loire) und der 35 Meter hohe und 305 Meter lange Pontcysyllte-Aquädukt in Nordwales, der im ausgehenden 18. Jahrhundert von Thomas Telford konstruiert und nach zehnjähriger Bauzeit im Jahr 1805 eröffnet wurde. Noch älter ist der 1761 fertiggestellte Barton Aqueduct im Bridgewater-Kanal über den River Irwell im Nordosten von England, 1893 durch eine bewegliche Trogbrücke, dem Barton Swing Aqueduct, ersetzt. Eine Wasserbrücke in der Grafschaft Surrey führt den Basingstoke-Kanal über den Blackwater River. 

## Weitere Trogbrücken
Trogbrücken (nach Konstruktionsprinzip)
- Neue Eisenbahnbrücke Ingolstadt

Trogbrücken (Kanalbrücken für die Binnenschifffahrt)
- Kanalüberführung Münster-Gelmer
- Wasserstraßenkreuz Minden

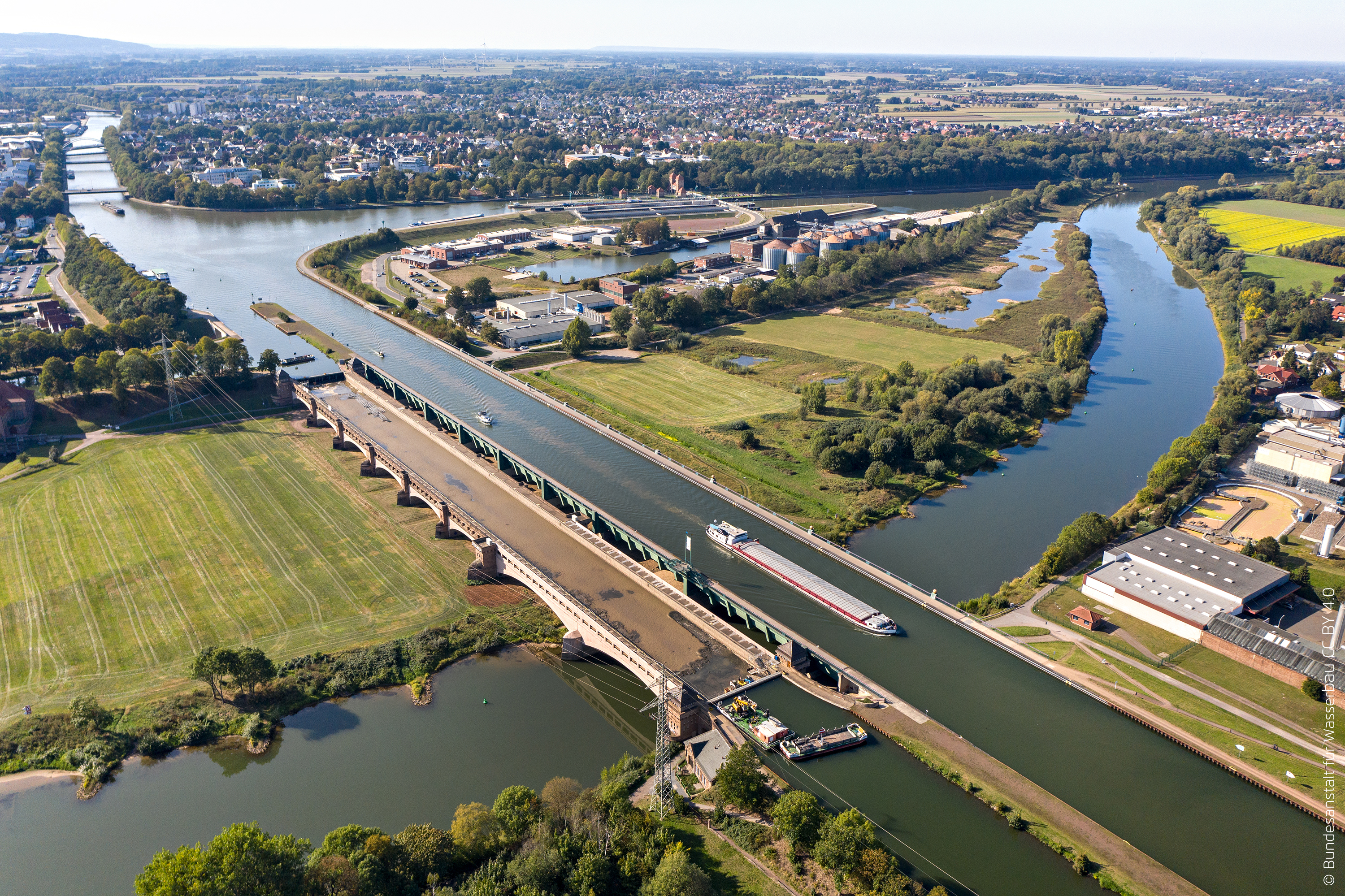
Kanalbrücke des Mittellandkanals über die Weser bei Minden
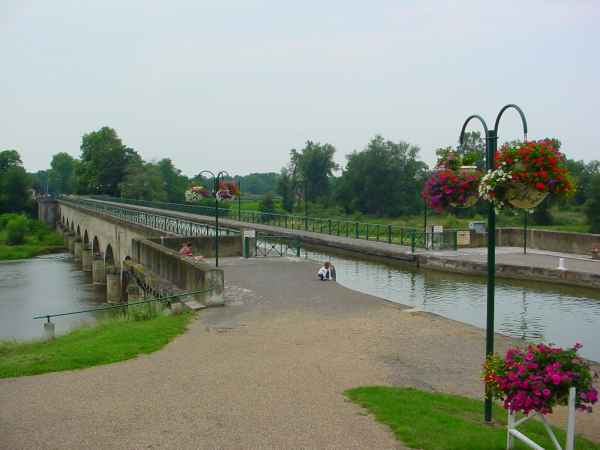
Brücke des Canal latéral à la Loire über die Loire bei Digoin
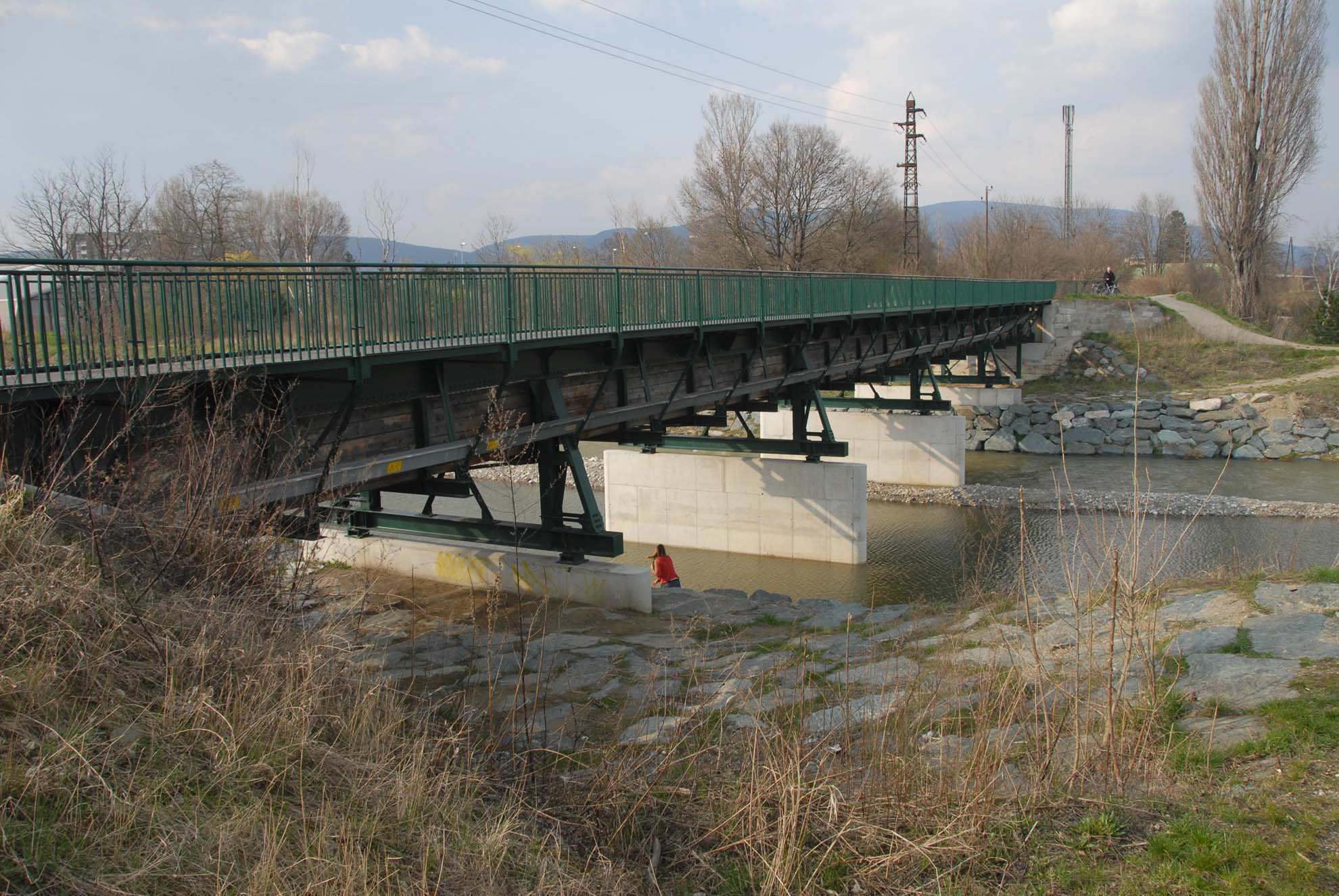
Aquädukt des Wiener Neustädter Kanals über die Schwechat bei Baden
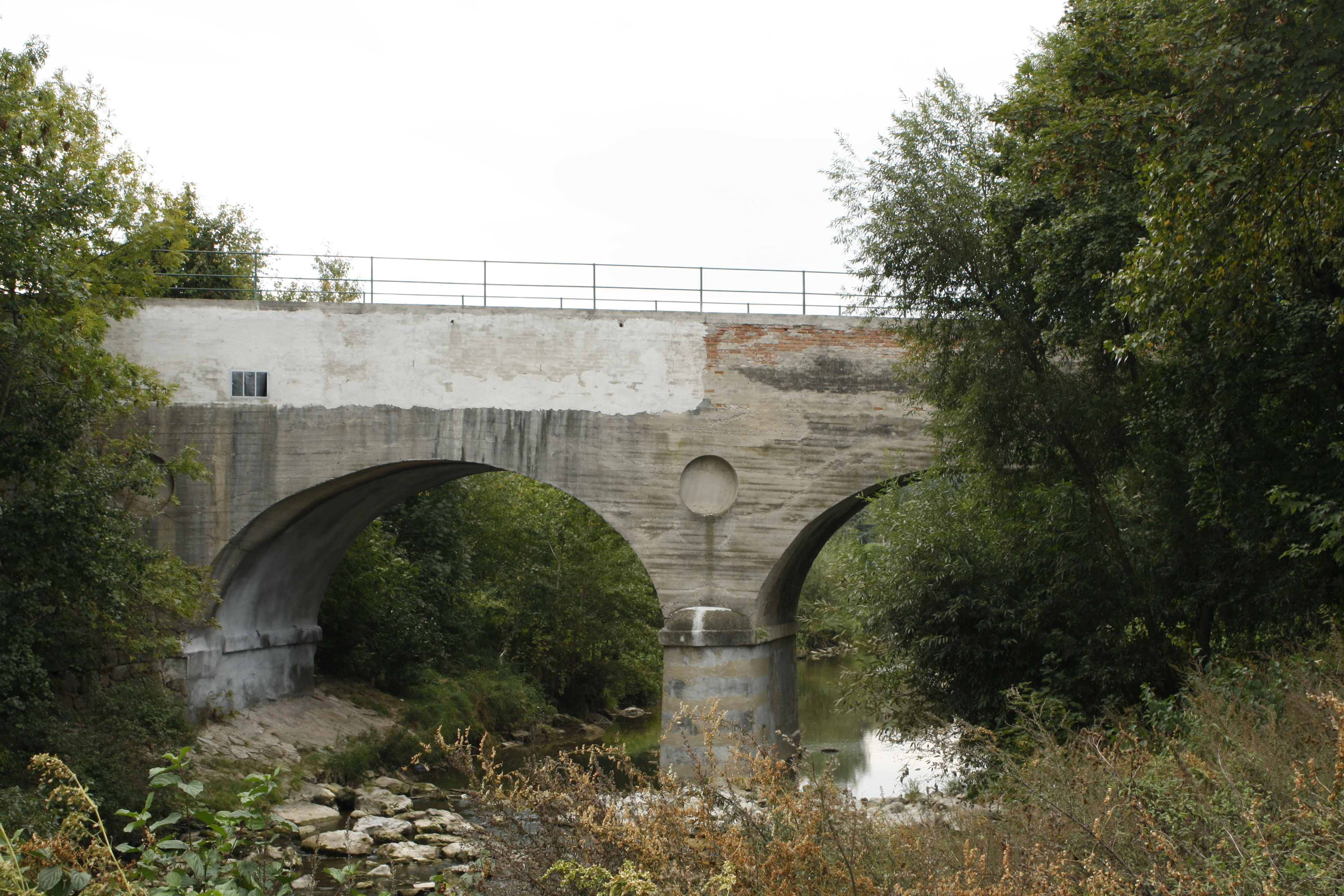
Der Werkskanal, der zur ehemaligen Spinnerei Teesdorf über die Triesting führt
Die Flexdorfer Stahltrogbrücke bei Fürth führt den Main-Donau-Kanal über die Zenn
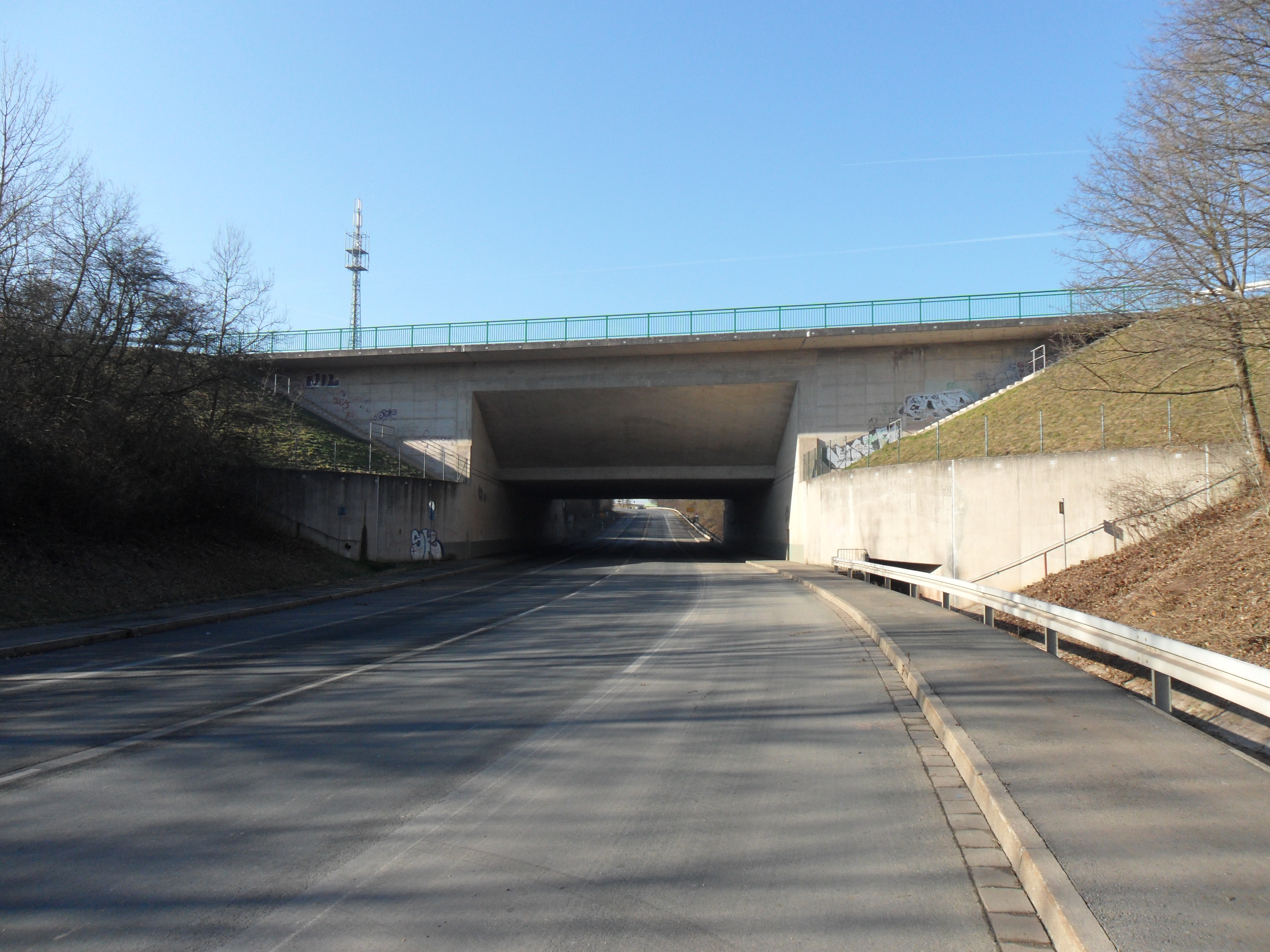
Trogbrücke des Main-Donau-Kanals über die Herzogenauracher Straße im Fürther Stadtteil Vach
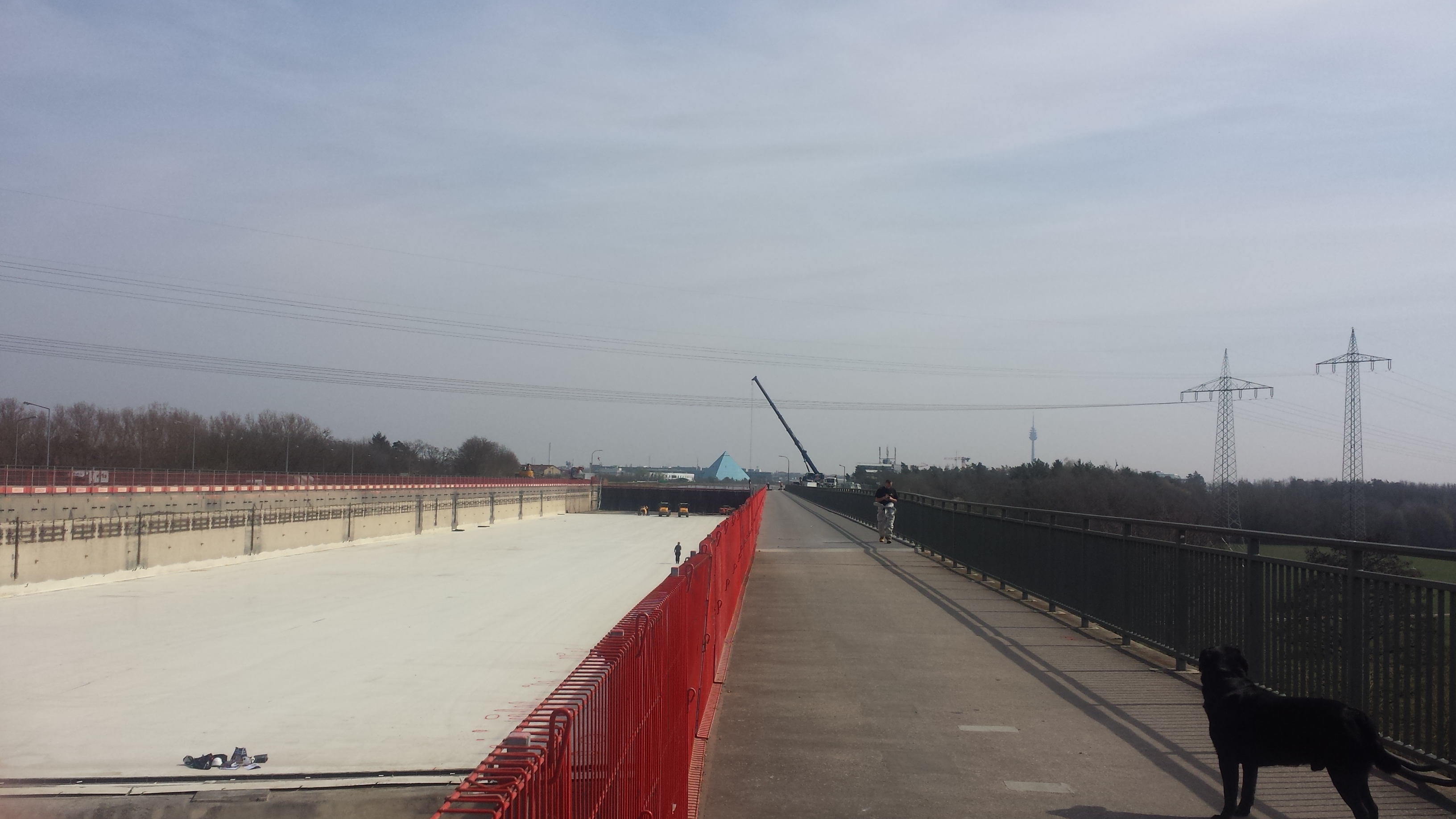
Main-Donau-Kanal über die Rednitz bei Fürth, Trogbrücke trockengelegt
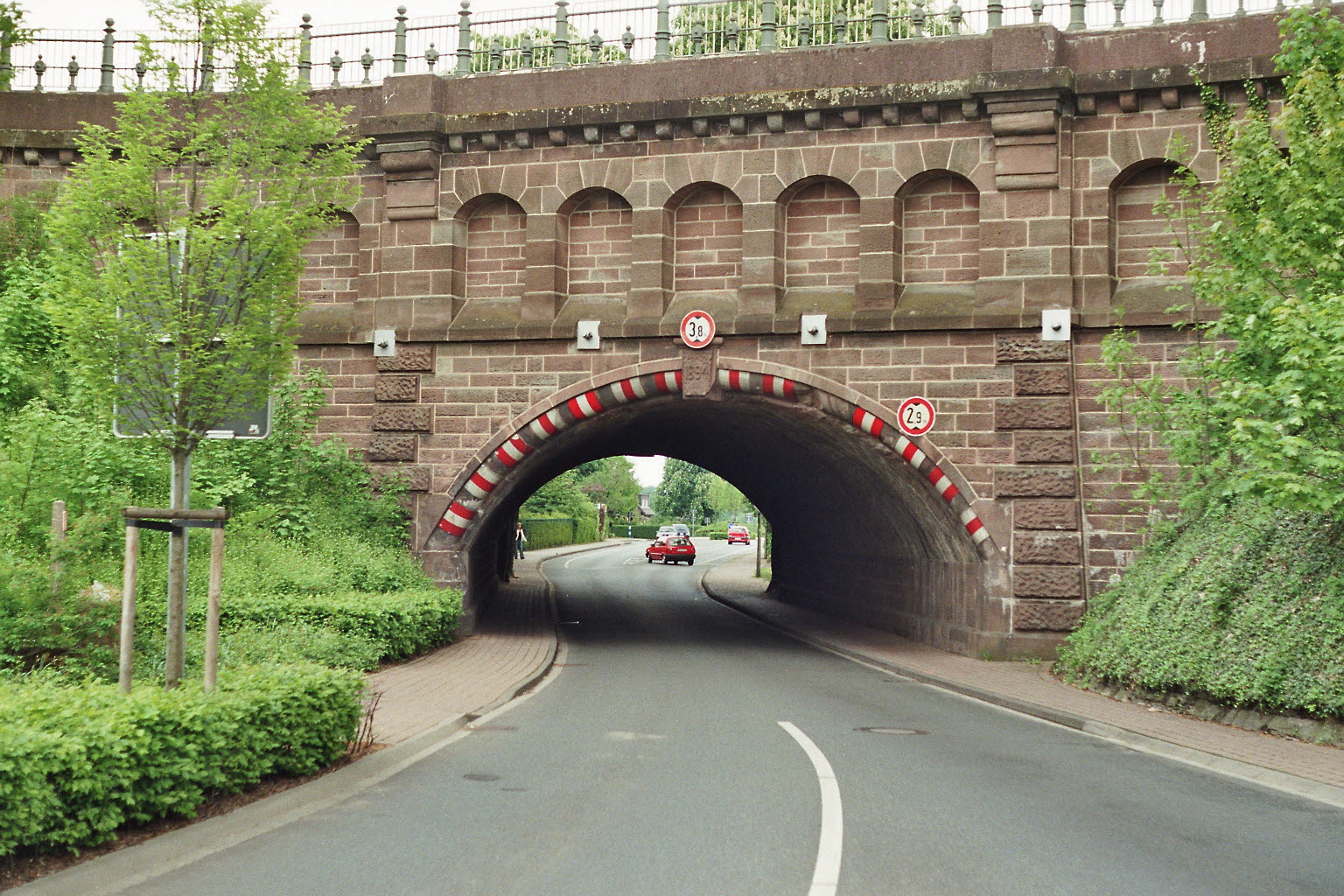
Kanalbrücke des Dortmund-Ems-Kanals über die ehemalige Bundesstraße 235
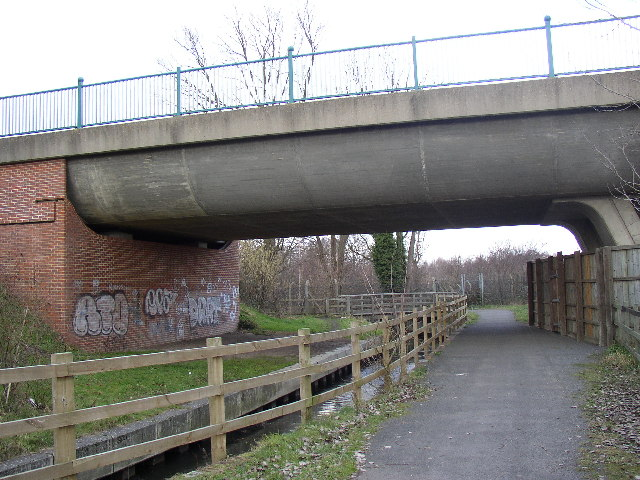
Trogbrücke des Basingstoke-Kanals über den Blackwater River